# Motuekaiti Island
Motuekaiti Island ist eine kleine Insel in der Region Northland vor der Nordinsel von Neuseeland.

## Geographie
Motuekaiti Island befindet sich im Nordosten von Northland, rund 9 km ostnordöstlich vom Whangaroa Harbour entfernt. Die 3,6 Hektar große Insel liegt zwischen dem Pakuru Point, der die östlichste Landspitze des Festlands in Bezug auf die East Bay darstellt und der nördliche liegenden Insel Flat Island. Die Insel besitzt eine Länge von rund 255 m in Ost-West-Richtung und rund 180 m in Nordnordwest-Südsüdost-Richtung. Ihre Entfernung zum Festland beträgt rund 200 m und die zu Flat Island rund 300 m.
Die bis zu 32 m hohe Insel ist spärlich mit Bäumen bewachsen.